# Бега (приток Верре)
Бега (нем. Bega) — река в Германии, протекает по земле Северный Рейн-Вестфалия. Правый приток Верре. Речной индекс 462. Площадь бассейна реки составляет 376,727 км². Длина реки 42,9 км.
Исток находится в Бломбергских лесах к северо-востоку от Бломберга на высоте примерно 248 м. Река течёт преимущественно в северо-западном и западном направлении. Впадает в Верре возле Бад-Зальцуфлена на высоте 71 м. Перепад высоты 177 м.
Система водного объекта: Верра → Везер → Северное море.
Является частью городской дренажной системы города Лемго в земле Северный Рейн — Вестфалия. Водный бассейн реки Бега охватывает расстояние от устья реки Верре до нижнего течения возле замка Тормоз близ Лемго, охватывая в общей сложности около 18,5 км. Входит в водную систему Верре — Бега, территориально относится к бассейну реки Везер. Бега берет начало в Барнтрупе, после 38,8 км впадает в реку Верре с правой стороны, является в этой части реки крупнейшим притоком. Площадь водосбора Бега в месте впадения в Верре больше, чем площадь водосбора Верре до слияния с Бегой. Бега относится к среднегорным рекам. Проточная скорость течения в Барнтрупе до впадения в Верре — около 38,8 километра. При этом река преодолевает перепад высот в 170 метров. Площадь водосбора бассейна Бега-Верре в этом районе составляет около 600 кв. км, из которых около 376 кв. км приходится на Бегу. Средний сток воды на уровне города Ахмсен составляет около 7,5 м3 / с. Ландшафт исследуемого района характеризуется плотной застройкой, бассейн реки занят сельским хозяйством, мелкой промышленностью в населённых пунктах. 

## Описание
На протяжении 5 километров река протекает через несколько городских районов, включая центр города. За последние несколько лет многое сделано для восстановления реки до её естественного состояния и защиты от наводнений. Реки в этом районе соединяются системой каналов Bergaer Helme-Wehr, что позволяет форели попадать в обе реки. В рамках проекта Auen Park и «Бега в Лемго» появятся дополнительные зоны отдыха недалеко от центра города, в то же время природная территория сохраняется. Фауну составляют стрекозы, семейства уток и многие другие насекомые и животные, флору — разнообразные растения. По реке проходит туристический маршрут, совершаемый на каноэ.